# Сандерланд
Сандерланд (енгл. Sunderland) је град у Уједињеном Краљевству у Енглеској. Према процени из 2007. у граду је живело 177.666 становника.

## Становништво
Према процени, у граду је 2008. живело 177.666 становника.
| 1981.   | 1991.   | 2001.   |
| ------- | ------- | ------- |
| 195,064 | 183,310 | 177,739 |